# Oratori de Santa Caterina del Port de Sóller
L'oratori de Santa Caterina d'Alexandria és un petit santuari situat al turó de Santa Caterina del Port de Sóller, a Mallorca. Alberga el Museu de la Mar, un centre de recerca i interpretació de la història de Sóller i el seu port natural en relació amb la mar.
Segons la llegenda, l'església de Santa Caterina del Port fou construïda vers el 1280 a prop del lloc d'on la tradició diu que Sant Ramon de Penyafort va iniciar el seu viatge miraculós fins a Barcelona. La consagració de l'església a aquesta santa es deu probablement a la gran devoció que li professaven els pares dominics, comunitat a què pertanyia Ramon de Penyafort. Es documenta per primera vegada el 1342. L'any 1542 fou arrasada per un atac de corsaris otomans provinents d'Alger, i a partir de la pesta de 1562 el culte hi va decaure. No obstant això, cap a 1590 es reconstruí l'església i es recuperà l'hostatgeria, i va ser el lloc de pelegrinatge més important de la Vall de Sóller.
Atesa la urbanització del turó de Santa Caterina a començament del segle xx, el 1930 s'hi va construir una escola. L'any 1936, en començar la Guerra Civil Espanyola, el Ministeri de Marina franquista n'expropià les dependències i hi albergà l'Escola d'Armes Submarines fins que l'any 1972 va traslladar-se i l'edifici fou abandonat. El 1988, després de setze anys d'abandonament, l'edifici tornà a ser de propietat municipal en un avançat estat de degradació.
El 1996, a partir d'una iniciativa de l'Ajuntament de Sóller, del Consell Insular de Mallorca i de l'INEM, s'hi engegà un projecte de restauració per a crear-hi una Escola-taller; actuació emmarcada dins el Pla d'Excel·lència Turística del Port de Sóller, dut a terme per l'Ajuntament de Sóller, la Conselleria de Turisme i el Ministeri d'Economia i Hisenda d'Espanya. El projecte, acabat el 2001, va consistir en la restauració íntegra de la capella de Santa Caterina, la torre-campanar i l'edifici del mirador. D'ençà del 24 d'agost de 2004 alberga el Museu de la Mar, un centre de recerca i interpretació de la història de Sóller i el seu port natural en relació amb la mar.